# Komsomol'skaja-Radial'naja
Komsomol'skaja (in russo Комсомо́льская?), anche detta Komsomol'skaja-Radial'naja (Комсомольская-Радиальная) per differenziarla dalla stazione omonima sulla Linea Kol'cevaja, è una stazione della Metropolitana di Mosca situata sulla Linea Sokol'ničeskaja. Si trova al di sotto di Piazza Komsomol'skaja, tra le stazioni ferroviarie Leningradskij, Jaroslavskij e Kazanskij. La fermata fu intitolata ai giovani del Komsomol che aiutarono nella costruzione della prima linea della metropolitana.
Komsomol'skaja è stata costruita con il metodo scava-e-copri, con inizio il 3 maggio 1933. Sul sito della costruzione furono costruiti dei ponti temporanei per evitare il blocco del traffico, specialmente per le numerose linee di tram che circolavano nella zona.
Le forti piogge dell'estate del 1934 misero in pericolo la costruzione diverse volte, durante una delle quali addirittura si temette il crollo dell'intero sito. Ciononostante, la struttura in cemento della stazione fu completa per il 26 agosto e Komsomol'skaja fu inaugurata come previsto il 15 maggio 1935, insieme alle altre stazioni della linea, e prime in assoluto a Mosca.
A causa della posizione di Komsomol'skaja, al di sotto di un grande hub di transito, la stazione è stata costruita con un'insolita galleria, per poter fronteggiare le folle dell'ora di punta. La stazione presenta alti pilastri ricoperti in calcare rosa e sormontati da capitelli in bronzo che mostrano lo stemma della lega Komsomol. La stazione è stata disegnata da Dmitry Čečulin, e uno dei modelli fu mostrato a Parigi all'Expo 1937.
L'ingresso meridionale della stazione è costruito all'interno della stazione ferroviaria Kazanskij; quello nord è al lato opposto della piazza, tra le stazioni Leningradskij e Jaroslavskij. Quest'ultimo ingresso non è attualmente nella forma originaria, in quanto è stato sostituito con una struttura che serve anche l'ingresso di Komsomol'skaja-Kol'cevaja nel 1952.
Tra Komsomol'skaja e Krasnosel'skaja vi è un piccolo tratto di linea che conduce al deposito Severnoe ("settentrionale") №1. Il 15 ottobre 1934 da questo deposito partì il primo treno che effettuò la prima corsa sulla rete della Metropolitana di Mosca.

## Interscambi
Da questa stazione è possibile effettuare il trasbordo alla stazione Komsomol'skaja, della Linea Kol'cevaja.